# Gyula Racz
Gyula Racz (geboren 1942) ist ein in Deutschland lebender Musiker, Schlagzeuger und Musikpädagoge ungarischer Herkunft.
Studium und Orchestertätigkeit in Ungarn. Weiterstudium mit Solistenexamen an der Hochschule für Musik in Würzburg. Solistentätigkeit und Mitwirkung in verschiedenen Kammerensembles (u. a. Stuttgarter Ensemble für Neue Musik, ars nova ensemble Nürnberg). Mitarbeit bei Projekten von Karlheinz Stockhausen, Péter Eötvös, sowie bei Gidon Kremer's Lockenhaus-Festival mit dem Klavierduo Paratore. Ständiger Kammermusikpartner des Klavierduos Stenzl.
Zahlreiche Rundfunkaufnahmen,  CD und DVD Publikationen.
Pädagogische Tätigkeit an der Hochschule für kath. Kirchenmusik und Musikpädagogik Regensburg und an der Staatlichen Hochschule für Musik und Darstellende Kunst in Stuttgart. Seit 1982 Professor.
2013/2014 Masterstudium „Musikvermittlung/Konzertpädagogik“ Universität Augsburg.
2015 Promotion mit dem Thema „Interdisziplinäre Aspekte der Musikvermittlung in Verbindung mit Bildenden Künsten und Digitalen Medien“.
Kurse in Pécs/Ungarn, Berlin, Tübingen/Percussion und Musikunterricht, Darmstadt/Osterkurs des Instituts für Neue Musik und Musikerziehung, Stuttgarter Sommerkurse für Neue Musik, Royal Akademie/London u. a.
Aktive Mitarbeit bei der Anwendung Neuer Medien in der Musiklehrerausbildung.
Betreuung von Multimediaprojekten und Lehrerfortbildungsprojekten der Bundesinitiative „Schulen ans Netz“ und „InfoSchul“ des Bundesministeriums für Bildung und Forschung 1996–2002. Veranstaltung und Dokumentation des Bundeskongresses „Musik Neue Medien - Bildung 2001“ in Regensburg. Projektbetreuung: „Ästhetische Bildung im Medienzeitalter“.Er bearbeitete Stücke vieler klassischer Komponisten für Malletinstrumente (Vibraphon, Marimba, Xylophon und Glockenspiel), darunter den Fluyten-Lusthof des Komponisten Jacob van Eyck (um 1590–1657) oder Pétrouchka von Igor Strawinsky (für 2 Klaviere und Schlagzeug). Das von ihm herausgegebene Kompendium Das große Buch der Schlagzeugpraxis gilt als Standardwerk.

## Publikationen (Auswahl)
- Gyula Racz: Handbuch der Schlagzeugpraxis. Heinrichshofens Verl., Wilhelmshaven, 1982, ISBN 3-7959-0249-5, Musikpädagogische Bibliothek, Band 21
- Gyula Racz (Hrsg.): Das große Buch der Schlagzeugpraxis., ConBrio Verlag, Regensburg 2014, ISBN 978-3-940768-43-8 (Inhalt)
- Gyula Racz: Interdisziplinäre Aspekte der Musikvermittlung in Verbindung mit Bildenden Künsten und Digitalen Medien. – Hamburg : Verlag Dr. Kovač, 2015, [1. Aufl.]
- Gyula Racz: "Die Macht der Musik. Illustrierte Kulturgeschichte der Musikvermittlung im Abendland." 2 Bd. Florian Noetzel Verlag, Heinrichshofens Bücher, Wilhelmshaven, 2019. Quellenkataloge zur Musikgeschichte 71 A und 71 B  ISBN 978-3-7959-1035-8 und ISBN 978-3-7959-1036-5.
- Gyula Racz: (Hg.): Musik – Neue Medien – Bildung, Forschung, Praxis, Kunst, ConBrio Regensburg (2002). Darin: Neue Medien im Musikunterricht. S. 131–137. ISBN 978-3-9325-8154-0

- Gyula Racz: Musik vernetzt: Neue Musik und Neue Medien, Entwicklung und Erprobung von Unterrichtsmaterialien. In Koch, Hartmut und Neckel, Hartmut (Hg.): Unterrichten mit Internet & Co., Cornelsen Berlin, (2001). ISBN 978-3589214556
- Gyula Racz: (Produktion, Regie): Musik und Bilder - Projekt DVD mit Igor Strawinsky: Petrouchka und Johannes Brahms: Liebesliederwalzer op. 52, SWR, ARTHAUS, Stuttgart, Baden-Baden, Leipzig (2003).
- Gyula Racz: Musik in Bildern. Ein Gang durch die Musikgeschichte und die Bildende Kunst. Heinrichshofen-Bücher. Florian Noetzel Verlag (2022). ISBN 978-3-7959-1054-9
- Gyula Racz: Casanovas Kult-touren. Literarische, musikalische und theatralische Reisen aus „Histoire de ma vie“. Ein Lesebuch zur Musik- und Theatergeschichte des 18. Jahrhunderts. Quellenkataloge zur Musikgeschichte 74. Heinrichshofen-Bücher. Florian Noetzel Verlag (2024). ISBN 978-3-7959-1074-7